# Popillia plifera
Popillia plifera är en skalbaggsart som beskrevs av Lin 1988. Popillia plifera ingår i släktet Popillia och familjen Rutelidae. Inga underarter finns listade i Catalogue of Life.